# Mlázovice
Mlázovice (en allemand : Mlasowitz) est un bourg (městys) du district de Jičín, dans la région de Hradec Králové, en République tchèque. Sa population s'élevait à 548 habitants en 2022.

## Géographie
Mlázovice se trouve à 12 km à l'est-sud-est de Jičín, à 32 km au nord-ouest de Hradec Králové et à 86 km au nord-est de Prague.
La commune est limitée par Choteč au nord, par Svatojanský Újezd au nord-est, par Šárovcova Lhota au sud-est, par Ostroměř et Podhorní Újezd a Vojice au sud, et par Konecchlumí à l'ouest.

## Histoire
La première mention écrite de la localité date de 1369. La commune a le statut de městys depuis le 12 avril 2007.

## Administration
La commune se compose de deux sections :
- Mlázovice
- Mezihoří

## Galerie

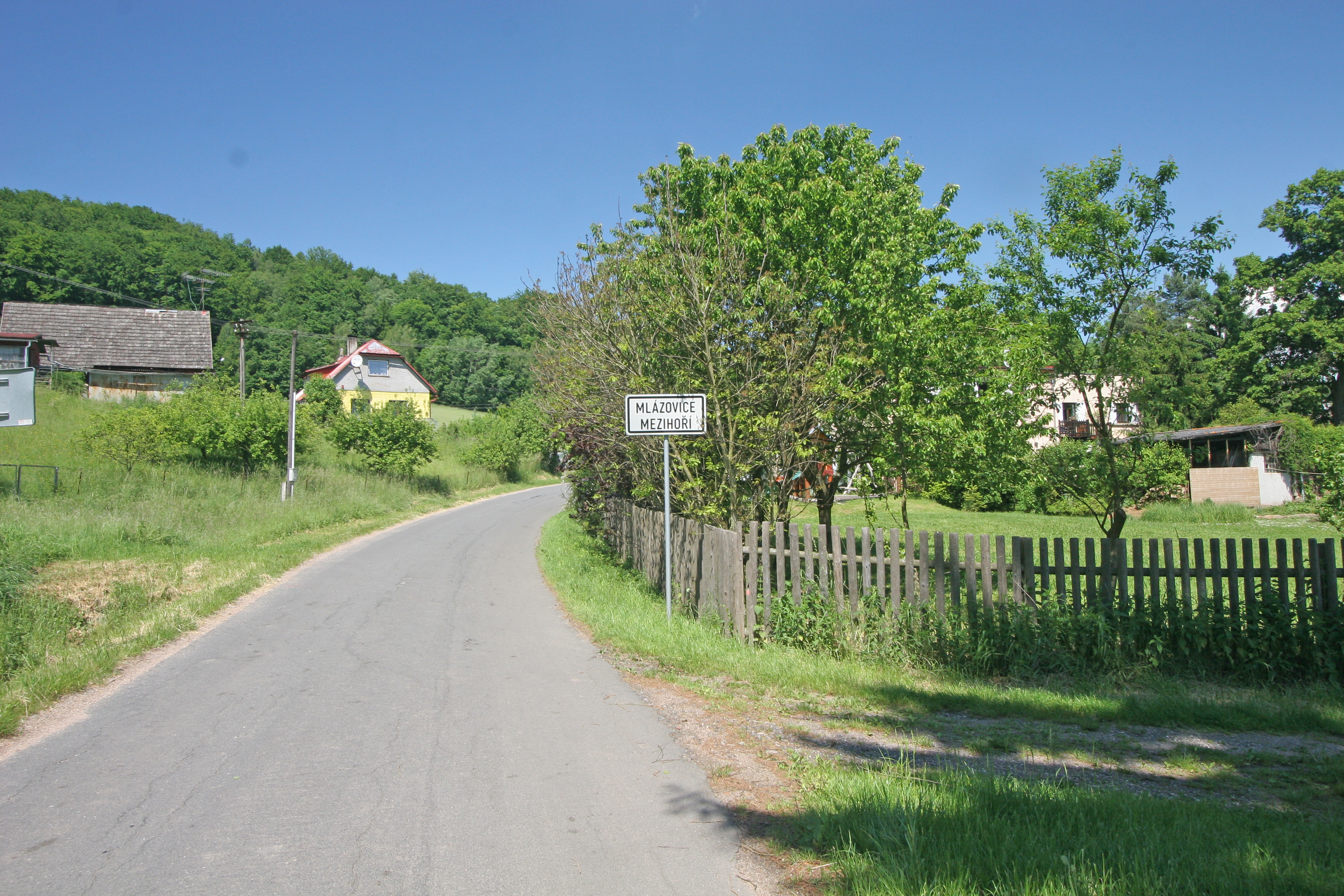
Mezihoří.
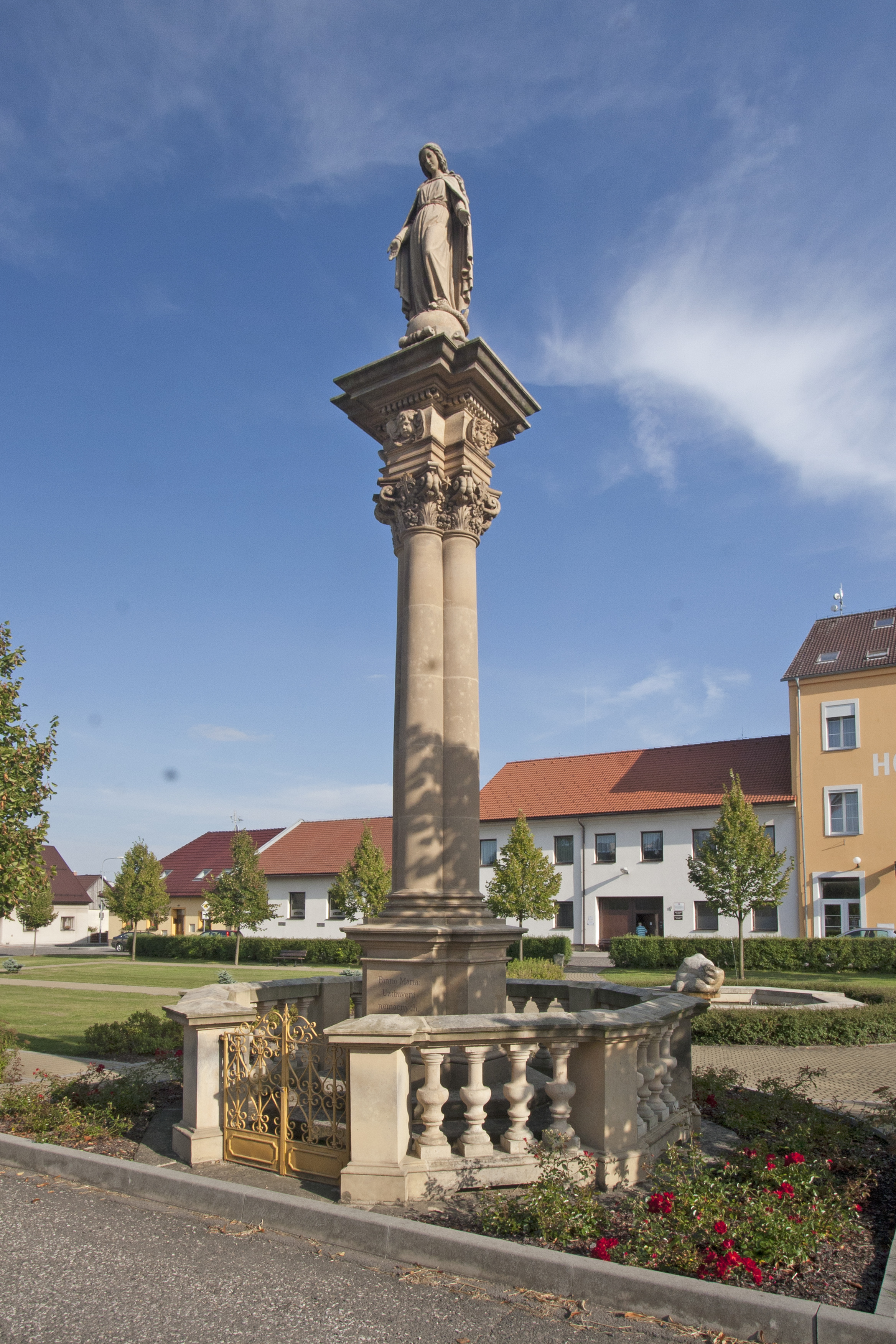
Colonne mariale à Mlázovice.
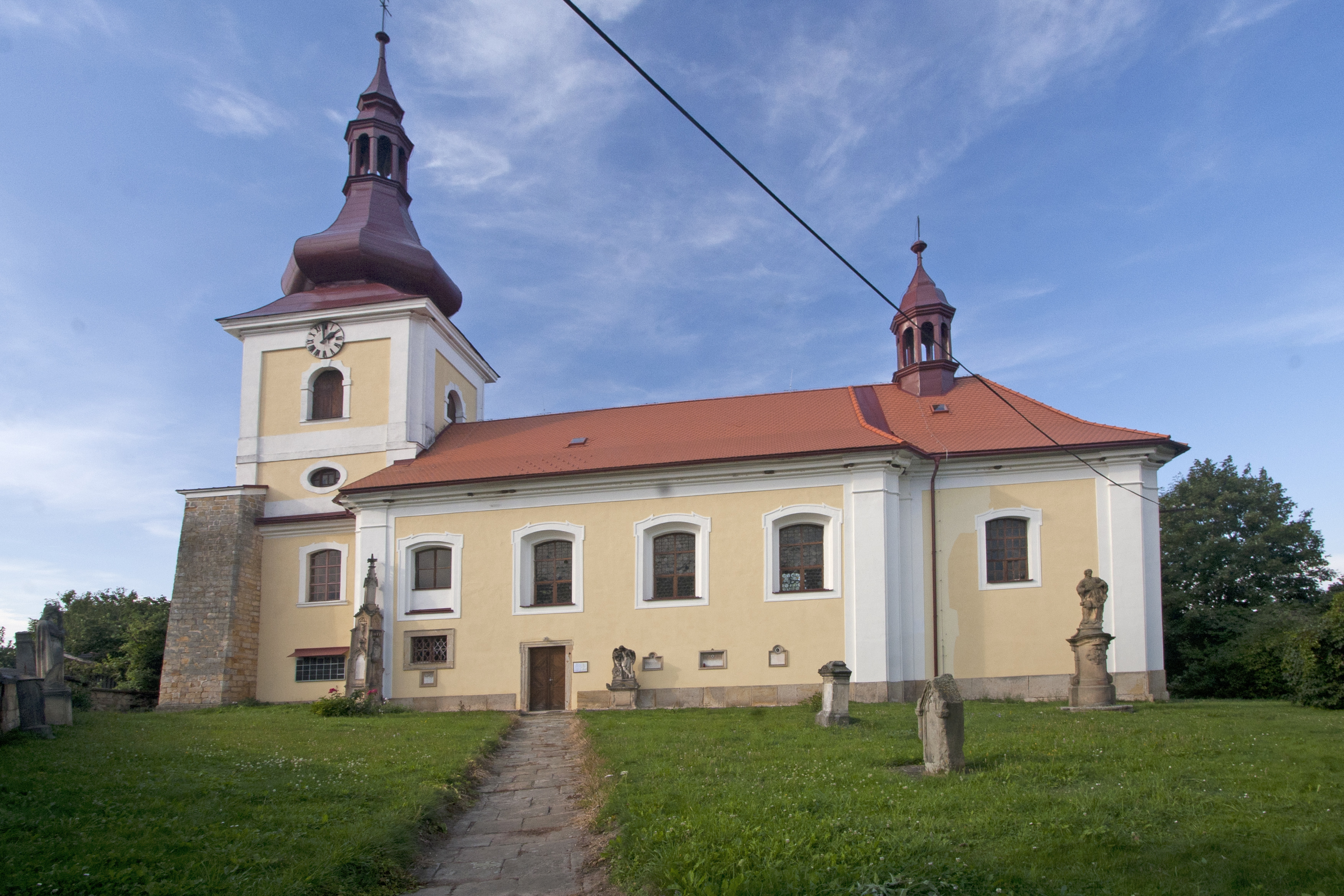
Église de la Sainte-Trinité.

## Transports
Par la route, Mlázovice se trouve à 15 km de Jičín, à 39 km de Hradec Králové et à 110 km de Prague. 